# Террі Каркнер
Террі Каркнер (англ. Terry Carkner, нар. 7 березня 1966, Смітс Фолс, Онтаріо) — колишній канадський хокеїст, що грав на позиції захисника. Грав за збірну команду Канади.
Провів понад 900 матчів у Національній хокейній лізі. 

## Ігрова кар'єра
Хокейну кар'єру розпочав 1980 року.
1984 року був обраний на драфті НХЛ під 14-м загальним номером командою «Нью-Йорк Рейнджерс». 
Протягом професійної клубної ігрової кар'єри, що тривала 14 років, захищав кольори команд «Нью-Йорк Рейнджерс» (1986–1987), «Квебек Нордікс» (1987–1988), «Філадельфія Флаєрс» (1988–1993), «Детройт Ред-Вінгс» (1993–1995) та «Флорида Пантерс» (1995–1999).
Загалом провів 912 матчів у НХЛ, включаючи 54 гри плей-оф Кубка Стенлі.
Був гравцем молодіжної збірної Канади, у складі якої брав участь у 7 іграх. Виступав за національну збірну Канади, провів 8 ігор в її складі.

## Статистика

### Клубні виступи
| Сезон        | Клуб                   | Ліга         | Регулярний сезон | Регулярний сезон | Регулярний сезон | Регулярний сезон | Регулярний сезон | Плей-оф | Плей-оф | Плей-оф | Плей-оф | Плей-оф |
| Сезон        | Клуб                   | Ліга         | І                | Г                | П                | О                | ШХ               | І       | Г       | П       | О       | ШХ      |
| ------------ | ---------------------- | ------------ | ---------------- | ---------------- | ---------------- | ---------------- | ---------------- | ------- | ------- | ------- | ------- | ------- |
| 1980–81      | «Вінчестер Гокс»       | ОХА          | 2                | 0                | 0                | 0                | 0                | —       | —       | —       | —       | —       |
| 1981–82      | «Смітс Фолс Сеттлерс»  | ОХА          |                  |                  |                  |                  |                  |         |         |         |         |         |
| 1982–83      | «Броквіль Брейвз»      | ЦКХЛ         | 47               | 8                | 32               | 40               | 94               | —       | —       | —       | —       | —       |
| 1983–84      | «Пітерборо Пітс»       | ОХЛ          | 66               | 4                | 21               | 25               | 91               | 8       | 0       | 6       | 6       | 13      |
| 1984–85      | «Пітерборо Пітс»       | ОХЛ          | 64               | 14               | 47               | 61               | 125              | 17      | 2       | 10      | 12      | 11      |
| 1985–86      | «Пітерборо Пітс»       | ОХЛ          | 54               | 12               | 32               | 44               | 106              | 16      | 1       | 7       | 8       | 17      |
| 1986–87      | «Нью-Йорк Рейнджерс»   | НХЛ          | 52               | 2                | 13               | 15               | 118              | 1       | 0       | 0       | 0       | 0       |
| 1986–87      | «Нью-Гейвен Найтгоукс» | АХЛ          | 12               | 2                | 6                | 8                | 56               | 3       | 1       | 0       | 1       | 0       |
| 1987–88      | «Квебек Нордікс»       | НХЛ          | 63               | 3                | 24               | 27               | 159              | —       | —       | —       | —       | —       |
| 1988–89      | «Філадельфія Флаєрс»   | НХЛ          | 78               | 11               | 32               | 43               | 149              | 19      | 1       | 5       | 6       | 28      |
| 1989–90      | «Філадельфія Флаєрс»   | НХЛ          | 63               | 4                | 18               | 22               | 169              | —       | —       | —       | —       | —       |
| 1990–91      | «Філадельфія Флаєрс»   | НХЛ          | 79               | 7                | 25               | 32               | 204              | —       | —       | —       | —       | —       |
| 1991–92      | «Філадельфія Флаєрс»   | НХЛ          | 73               | 4                | 12               | 16               | 195              | —       | —       | —       | —       | —       |
| 1992–93      | «Філадельфія Флаєрс»   | НХЛ          | 83               | 3                | 16               | 19               | 150              | —       | —       | —       | —       | —       |
| 1993–94      | «Детройт Ред-Вінгс»    | НХЛ          | 68               | 1                | 6                | 7                | 130              | 7       | 0       | 0       | 0       | 4       |
| 1994–95      | «Детройт Ред-Вінгс»    | НХЛ          | 20               | 1                | 2                | 3                | 21               | —       | —       | —       | —       | —       |
| 1995–96      | «Флорида Пантерс»      | НХЛ          | 73               | 3                | 10               | 13               | 80               | 22      | 0       | 4       | 4       | 10      |
| 1996–97      | «Флорида Пантерс»      | НХЛ          | 70               | 0                | 14               | 14               | 96               | 5       | 0       | 0       | 0       | 6       |
| 1997–98      | «Флорида Пантерс»      | НХЛ          | 74               | 1                | 7                | 8                | 63               | —       | —       | —       | —       | —       |
| 1998–99      | «Флорида Пантерс»      | НХЛ          | 62               | 2                | 9                | 11               | 54               | —       | —       | —       | —       | —       |
| Усього в НХЛ | Усього в НХЛ           | Усього в НХЛ | 858              | 42               | 188              | 230              | 1588             | 54      | 1       | 9       | 10      | 48      |
| Усього в ОХЛ | Усього в ОХЛ           | Усього в ОХЛ | 184              | 30               | 100              | 130              | 322              | 41      | 3       | 23      | 26      | 41      |

### Збірна
| Рік                | Команда            | Турнір             |   | І | Г | П | О | ШХ |
| ------------------ | ------------------ | ------------------ | - | - | - | - | - | -- |
| 1986               | Канада             | МЧС                | 7 | 0 | 4 | 4 | 0 |    |
| 1993               | Канада             | ЧС                 | 8 | 0 | 0 | 0 | 0 |    |
| Молодіжна збірна   | Молодіжна збірна   | Молодіжна збірна   | 7 | 0 | 4 | 4 | 0 |    |
| Національна збірна | Національна збірна | Національна збірна | 8 | 0 | 0 | 0 | 0 |    |